# Рожкова, Ирина Николаевна
Ирина Николаевна Рожкова (11 мая 1921 года, Омск — 29 июля 2015 года, Магнитогорск, Челябинская область, Российская Федерация) — советский и российский архитектор, главный архитектор Магнитогорска (1954—1979). Заслуженный архитектор РСФСР (1975). Почетный гражданин Магнитогорска (1994).

## Биография
Родилась 11 мая 1921 года в семье военнослужащего Николая Александровича Рожкова, арестованного и расстрелянного в 1937 году в ходе сталинских репрессий.
С детства увлекалась рисованием, занималась музыкой, в 1939 году окончила детскую музыкальную школу и общеобразовательную школу в Омске.
В 1939 году поступила на архитектурный факультет Ленинградского института инженеров коммунального строительства (позже ЛИСИ; ныне Санкт-Петербургский государственный архитектурно-строительный университет). Получение образования было прервано Великой Отечественной войной, Ирина Рожкова осталась в Ленинграде, где пережила блокадную зиму и была вывезена через дорогу жизни в марте 1942 года на Северный Кавказ.
Вскоре Ирина Рожкова оказалась в Ташкенте, где поступила в эвакуированный Московский архитектурный институт и проучившись в нём один год, в августе 1944 года Ирина Рожкова возвращается в Ленинград, где возобновляет свою работу учёбу. Ведет активную общественную жизнь, избирается заместителем секретаря комитета Комсомола, является кандидатом в члены Коммунистической партии Советского Союза. В 1946 году с отличием окончила институт и получила направление в Челябинск, где работает в городской проектной конторе «Горпроект» (ныне проектный институт «Челябинскгражданпроект»). В 1947 году Рожкову назначили архитектором Металлургического района Челябинска.
В Челябинске Ирина Николаевна участвует в корректировке генерального плана города, разрабатывает ряд индивидуальных проектов, среди которых проекты детальной планировки жилых районов на Копейском тракте и улицы Воровского. В 1954 году была назначена главным архитектором Магнитогорска.
Умерла 29 июля 2015 года, её похоронили Правобережном кладбище города Магнитогорска.